# Kusi Obodom
Kusi Obodom war von 1750 bis 1764 der 3. Asantehene (Herrscher) des Königreichs der Aschanti im heutigen Ghana.
Kusi Obodom war bereits 30 Jahre vor seiner Amtseinführung Kandidat für das Amt des Asantehene als Nachfolger des Reichsgründers Osei Tutu I. Der einflussreiche Priester Okomfo Anokye hatte sich damals allerdings für Opoku Ware I., seinen direkten Vorgänger, ausgesprochen. Nach dem Tod Opoku Wares soll er einen seiner Widersacher bei blutigen Auseinandersetzungen in der Hauptstadt Kumasi getötet haben. Auch während seiner Amtszeit hatte er ein geringes Ansehen und ihm wurde Trunkenheit unterstellt. 1764, als sein Augenlicht nachzulassen begann, verzichtete er freiwillig auf die Herrschaft.